# MOS Technology SID

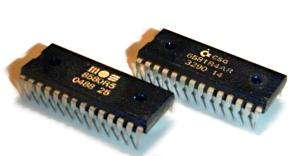
MOS Technology SIDs: La imagen de la derecha muestra un chip 6581 de MOS Technology, en aquella época ellos fueron conocidos como el "Commodore Semiconductor Group" (el grupo de semiconductores de commodore - CSG) y la imagen de la izquierda muestra un 8580 de MOS Technology.

El SID (Sound Interface Device) 6581/8580 de MOS Technology fue el chip de sonido incorporado en los computadoras domésticas CBM-II, Commodore 64, Commodore 128 y Commodore MAX Machine de Commodore. Es un circuito integrado sintetizador/generador de efectos de sonido compatible con la familia de microprocesadores 65XX. El SID provee un control amplio y preciso de la frecuencia, color de tono (contenido armónico) y dinámica (volumen). Circuitería de control especializada minimiza la programación, facilitando el uso en videojuegos e instrumentos musicales de bajo coste. Fue uno de los primeros chips de sonido incluido en una computadora doméstica antes de la revolución del sonido digital. 
El chip SID fue creado por el ingeniero Robert Yannes, que más tarde fundó la compañía de sintetizadores llamada Ensoniq. Junto con el chip VIC-II, el chip SID fue indispensable en hacer a la Commodore 64 la computadora más vendida en la historia (incluso está en el Libro Guinness de los récords) y es parcialmente acreditado por iniciar la demoscene.
El SID tiene la Patente USPTO n.º 4,677,890, que fue solicitada el 27 de febrero de 1983 y concedida el 7 de julio de 1987. Expiró el 7 de julio de 2004.

## Características
- Tres osciladores: rango 0-4kHz.
- Cuatro formas de onda por oscilador: triángulo, diente de sierra, pulso variable, ruido.
- Tres moduladores de amplitud  (rango: 48dB).
- Tres generadores de envolvente:
Respuesta exponencial,
Rango de ataque: 2 ms - 8 s
Rango de decaimiento: 6 ms - 24 s
Niveles de sostenimiento: 0 - volumen pico
Rango de relajación: 6 ms - 24 s.
- Sincronización de osciladores.
- Modulación en anillo.
- Filtro programable:
Rango de corte: 30Hz - 12kHz.
12 dB/octave Rolloff.
Salidas de paso bajo, alto, banda y eliminación de banda.
Resonancia variable.
- Control maestro de volumen.
- Dos interfaces de potenciómetros A/D.
- Generador de números/modulación aleatoria.
- Entrada de audio externo.

## Detalles técnicos

Configuración de los pines del 6581.

El chip SID es un Circuito de señal mixta ofreciendo circuitería digital y analógica a la vez. Todos los puertos del control son digitales, pero los puertos de salida son analógicos. Ofrece tres síntesis de voz, donde cada voz puede usar una de las cuatro diferentes formas de onda: onda cuadrada (con ancho de pulso variable), onda triangular, diente de sierra, y ruido pseudoaleatorio (pero no ruido blanco), y ciertas complejas combinaciones de forma de onda. Cada voz puede usar modulación por anillo con una de las otras ondas, p.e. el espectro de frecuencia es multiplicado y sacado. La modulación por anillo, filtro y técnicas de programación para cambiar entre diferentes formas de onda a alta velocidad hacen el sonido característico del chip SID.
Cada voz puede pasarse por un filtro analógico común controlado digitalmente con frecuencia de atajo y resonancia variables, que es construido con la ayuda de condensadores externos al circuito. Un puerto de entrada de auido externo permite al audio externo ser pasado por el filtro.
Al fijar el volumen de salida principal / ganancia en el 6581 mediante los 4 bits de control de volumen, se produce un clic en la salida. Esto es proporcional a la diferencia de volumen, tanto positivas como negativas, y permite la posibilidad de jugar con sonidos digitalizados de 4 bits en el Commodore 64 (la digitalización/muestreo debe hacerse mediante medios externos, por lo general un simple circuito sampleador conectado a los 8 bits paralelos del puerto serial/paralelo situado en el bus de expansión. Este fallo fue utilizado en varios videojuegos (probablemente por primera vez en Ghostbusters, en el que pulsado la barra espaciadora todo se detiene pero sigue reproduciéndose la palabra «Ghostbusters») y en muchas demos. Los sonidos producidos son normalmente algunas palabras, pero más a menudo instrumentos de percusión como tambores y cosas por el estilo (la cantidad de sonido que posible almacenar en una fracción de 64 kilobytes es muy limitada). Además, hace un uso intensivo de CPU, pues ha de dar salida a las muestras muy rápido (en comparación con la extrema lentitud de la CPU 6510), y no puede hacer mucho más actividad mientras que se reproduce una muestra. Este «defecto» es parcialmente corregido por la 8580 utilizada en el Commodore 64C y el  Commodore 128DCR. Este reproduce el sonido digitalizado (samples) muy bajo. Afortunadamente, el nivel de volumen puede ser restaurado mediante una modificación en el hardware o mediante un truco soft que afecta a la onda de pulso. El truco software en general hace una sola voz temporalmente inservible, aunque inteligente composiciones musicales puede hacer que este problema menos perceptible.
El 6581 y 8580 difieren entre sí de varios aspectos. El original 6581 se fabricó usando el antiguo proceso NMOS, que utiliza 12V DC para funcionar. El 8580 se hace con el proceso HMOS-II que requiere menos tensión, 9V, y por ello el chip se calienta menos. El 8580 es además más duradero que el 6581. Por otra parte, una mejor separación entre la circuitería analógica y la digital realizada en el 8580 hacen de este un chip con menos ruido y distorsiones. Una simple modificación de hardware puede añadirse a los equipos basados en 6581 para eliminar la mayor parte del ruido, pero esto causa la inhabilitación de la función Audio-In.

## Sonido en los videojuegos
La mayoría de los juegos producidos para el Commodore 64 usaban el chip SID, con sonidos que iban desde simples clics y pitidos hasta complejas obras musicales o incluso pistas de audio digitales completas. Debido al dominio técnico requerido para implementar la música en el chip, y sus características versátiles en comparación con otros chips de sonido de la época, los compositores del Commodore 64 han descrito al SID como un instrumento musical por derecho propio.  Sin embargo, la mayoría del software no utilizó todas las capacidades de SID, porque las especificaciones publicadas incompletas hicieron que los programadores solo usaran funciones bien documentadas. Por el contrario, algunos programas informáticos antiguos se basaban en las especificaciones, lo que generaba efectos de sonido inaudibles. 
Algunos de los compositores más conocidos de música SID para videojuegos son Martin Galway, conocido por muchos juegso entre ellos Wizball, y Rob Hubbard, conocido por títulos como ACE 2, Delta, International Karate, International Karate Plus, y Monty on the Run. Otros compositores son Jeroen Tel (Cybernoid y Myth) y Chris Hülsbeck, cuyas composiciones comenzaron en el SID pero que se han extendido a cualquier tipo de música en computadoras y sintetizadores.

## Formato de fichero SID
Un fichero .SID, también llamado PSID, es un fichero de datos de sonido que no sólo contiene las tramas de notas, sino además el código ensamblador 6502 (también llamado player o reproductor) necesario para reproducir la música en el SID. Al principio se utilizaba un dispositivo hardware (usualmente en formato cartucho para el Commodore 64/128) que provocaba una interrupción no enmascarable y permitía volcar mediante un programa residente en el cartucho la parte de la memoria el ordenador que contenía la música y el player. Todos los sonidos actuales se producen en un chip SID real o mediante un emulador software que emula el chip SID. The High Voltage SID Collection contiene más de 30 000 músicas SID. Los ficheros SID tienen el tipo MIME audio/prs.sid
El formato de fichero SID no es un formato nativo de los Commodore 64/128, sino un formato específico creado por reproductores de música asistidos por emuladores como PlaySID y Sidplay. Sin embargo hay cargadores como RealSIDPlay y conversores como PSID64 que hacen posible reproducir la mayoría de los ficheros SID en las computadoras originales.

### Información
- SID in-depth information page Archivado el 21 de mayo de 2013 en Wayback Machine. (en inglés)
- Explicación de sus sonidos y breve historia
- The c64org portal (en inglés)
- SID en el Open Directory Project

### Hardware
- Prophet 64 "The future of SID music" (en inglés)
- Home of MIDIbox SID (en inglés)
- Elektron Sidstation Archivado el 12 de junio de 2004 en Wayback Machine. (en inglés)

### Software y emuladores
- SIDplay2 emulador SID para Windows y Linux (en inglés)
- ACID64 Player
- Odosynths - Unknown 64 emulador VSTi Commodore64/SID (en inglés)
- QuadraSID (enlace roto disponible en Internet Archive; véase el historial, la primera versión y la última). emulador comercial de Commodore64/SID (en inglés)

### Música
- The High Voltage SID Collection – Proyecto para preservar la música en formato SID
- 6581-8580 Project (SOASC) - The High Voltage SID Collection al completo grabada con Commodore 64 reales utilizando ambos tipos de chips SID
- Paulie's Ocean SID Page - Foro sobre el Ocean's SID player, el Ocean Loading Music y código fuente del Ocean's SID player.
- Compute's Gazette SID Collection
- remix.kwed.org – una colección de varias docenas de remixes en formato C64 SID
- C64 Music – música del Commodore 64 en el mundo real y otras historias relacinadas con el SID

- Datos: Q1337888
- Multimedia: MOS Technology SID / Q1337888